# تل أسود (الرقة)
يقع تل أسود الأثري على الضفة الشرقية لنهر البليخ وعلى مسافة 80 كم شمال مدينة الرقة و20 كم على الضفة اليسرى لأحد فروع نهر البليخ يتموضع على قمتين يرتفع أعلاها حوالي 20م عن مستوى النهر.

## الحفريات
الحفريات الأثرية التي قام بها العالم الأثري مالوان وزوجته الكاتبة الإنكليزية الشهيرة آغاثا كريستي في عام 1938 دلت على وجود مرحلة حضارة جلية في السويات العليا، وأفضت للاعتقاد بوجود سويات سابقة تعود لحضارة «تل حلف» التي قامت في عصور ما قبل التاريخ.
وكشفت التنقيبات عن بقايا مساكن شيدت جدرانها من مادة اللبن، إضافة إلى وجود الصناعة الحجرية والدمى الطينية والحلي وعظام حيوانية، وعلى الرغم من أن هذه السويات تعود إلى عهد تل حلف المبكر، إلا أنه لم يعثَر على أية قطعة من الخزف أو الفخار الذي اشتهر به هذا العهد، ما يزيد من صعوبة تحديد مراحل الاستيطان.

## الثقافة
كانت الأدوات المصنوعة من الطين بوساطة القالب المشوي، والتي تمثّل جزء منها بالدمى الحيوانية والإنسانية وأشكال أخرى من مصنوعات مختلفة، من أكثر اللقى المكتشفة في تل أسود من حيث العدد، كما وجدت بعض الهياكل العظمية وبعض الجماجم لأطفال بالغين، ومعها قطع من الصدف ونصلات المناجل ورؤوس السهام من الصوان، ومن المحتمل أن تدلل هذه المكتشفات عن وجود قبر جماعي، وعلى ممارسة بعض الشعائر الدينية، علماً أن هذا القبر الجماعي وجد على الأرض البكر. ومن خلال البقايا النباتية ودراسة الرماد المحروق، تم التعرف على أنواع المزروعات والنباتات التي كانت قائمة آنذاك، كما أكد وجود عظام للأسماك والطيور أن سكان قرية تل أسود كانوا يمتهنون الصيد إلى جانب ممارستهم للزراعة، في حين دللت الأدوات الحجرية والدمى الطينية وكذلك الطقوس الجنائزية على أن تل أسود كان معاصراً لمستوى العصر الحجري الحديث السابق لصناعة الفخار في أريحا في فلسطين، ويبدو أن هذا افتراض، بأن المستوى الأعلى من تل أسود هو معاصر للمستوى الأول في تل الرماد الواقع بالقرب من دمشق، واعتبار المستوى الأسفل من تل أسود معاصراً لاستيطان البيضا على الساحل السوري ما يوازي الألف السابع قبل الميلاد، إلى أنْ تتم حفريات أثرية جديدة.